# Рогатець (Словенія)
Рога́тець (словен. Rogatec) — поселення в общині Рогатець, Савинський регіон, Словенія. Висота над рівнем моря: 229,6 м.